# Leucania humidicola
Leucania humidicola är en fjärilsart som beskrevs av Achille Guenée 1852. Leucania humidicola ingår i släktet Leucania och familjen nattflyn. Inga underarter finns listade i Catalogue of Life.